# Julie Doiron and the Wooden Stars
Julie Doiron and the Wooden Stars è un album del 1999 registrato da Julie Doiron in collaborazione con la band indie rock Wooden Stars. Rappresenta la prima volta che Doiron collabora con una band dalla fine di Eric's Trip.
L'album ha vinto il Juno Award come album alternativo dell'anno nel 2000.

## Tracce
1. The Last Time – 3:03
2. Gone Gone – 4:42
3. The Longest Winter – 2:59
4. The Best thing for Me – 4:17
5. In This Dark – 3:42
6. Drums + Horns – 3:05
7. Dance Music – 2:34
8. Au Contraire – 3:11
9. Seven – 5:09
10. The Second Time – 4:54
11. Sweeter – 4:49